# 沙阿曼
沙阿曼，马来西亚政治人物，国阵巫统籍，前吉打州立法议会日得拉州议员，曾是前首相马哈迪·莫哈末秘书。他于2014年6月4日在马来西亚首都吉隆坡的住家病逝，享年63岁。